# إرالدو مونزيليو
إرالدو موزيليو (بالإيطالية: Eraldo Monzeglio) (5 يونيو 1905 في فينيالي مونفيراتو – 3 نوفمبر 1981) لاعب كرة قدم إيطالي راحل كان يجيد اللعب في خط الدفاع .
لعب طوال مسيرته الرياضية في أندية كازالي (1923-1926) بولونيا (1926-1935) روما (1935-1939) .
لعب لصالح منتخب إيطاليا 35 مباراة دولية من دون تسجيل أي هدف من 1930 إلى 1938 وقد شارك في بطولة كأس العالم لكرة القدم 1934 التي أقيمت في إيطاليا و بطولة كأس العالم لكرة القدم 1938 في فرنسا .
بعد اعتزال اللعب تولى تدريب أندية كومو (1946-1947) برو سيستو (1947-1949) نابولي (1949-1956) سمبدوريا (1958-1962) يوفنتوس (1964) كياسو (1966-1967) كياسو (1973) .

## روابط خارجية
- إرالدو مونزيليو على موقع الاتحاد الدولي (مؤرشف)  (الإنجليزية)
- إرالدو مونزيليو على موقع قاعدة بيانات كرة القدم.إي يو (الإنجليزية)
- إرالدو مونزيليو على موقع ناشيونال فوتبول تيمز (الإنجليزية)
- إرالدو مونزيليو على موقع عالم كرة القدم.نت (الإنجليزية)